# Кошеня з вулиці Лізюкова (пам'ятник)
Пам'ятник кошеняті з вулиці Лізюкова — пам'ятник герою мультфільму «Кошеня з вулиці Лізюкова» у Північному мікрорайоні Воронежа на вулиці Лізюкова . Встановлено 5 грудня 2003 перед входом колишнього кінотеатру «Мир».

## Історія
Після появи мультфільму " Кошеня з вулиці Лізюкова ", знятого режисером В'ячеславом Котеночкіним за сценарієм письменника Віталія Злотникова, його головний герой став популярним у багатьох містах, а особливо у Воронежі. Тому Валерій Мальцев, який був на той час головним редактором газети «Молодий комунар», запропонував встановити воронезькому кошеняті пам'ятник у місті. Ідея була підтримана співробітниками газети «Комсомольська правда» та керівником адміністрації Комінтернівського району І. Д. Образцовим, який оголосив конкурс. Перемогла учениця 11-го класу Ірина Поварова, яка надіслала на конкурс близько десяти різних малюнків, джерелом натхнення для яких став мультфільм режисера В'ячеслава Котеночкіна та сценариста Віталія Злотникова, корінного воронежця. Надалі Ірина Поварова зробила дизайн своєю професією .
Ідея одинадцятикласниці була сильно перероблена відомими скульпторами Іваном Дикуновим та Ельзою Пак разом із їхніми синами Максимом та Олексієм. Пам'ятник було встановлено перед входом кінотеатру «Мир» 5 грудня 2003 року . Кошеня на вулиці Лізюкова миттєво стало улюбленим місцем для городян. Як це часто буває з подібними скульптурами (наприклад, з пам'ятником іншому художньому персонажу — Білому Біму, — встановленому біля Театру ляльок), торкнутися неї стало гарною воронезькою прикметою.
Пам'ятник піддається вандалізму: вуса кошеня, виконані із дроту, періодично відламують, і їх доводиться відновлювати .
На думку воронезького краєзнавця Ст. І. Кононова, кошеня Вася, швидше за все, третій у світі і першій у Росії мультиплікаційний герой, якому поставили пам'ятник .